# Raphismia bispina
Raphismia bispina är en trollsländeart som först beskrevs av Hagen 1867.  Raphismia bispina ingår i släktet Raphismia och familjen segeltrollsländor. Inga underarter finns listade i Catalogue of Life.